# D-LOOP
D-루프(D-LOOP, 일본어: ディーループ)는 일본의 혼성그룹이다.
그룹명은 "디멘션 루프"(Dimention Loop)의 차원의 고리라는 의미로, 하야마의 친구가 D-루프의 음악을 듣고서 솟아오른 이미지로부터 유래되었다.
1996년 미국 보스턴에서 유학생활을 경험하고 귀국한 MINAMI와 작곡가인 하야마 히로아키가 결성하였으며,
1997년 데뷔 직전, 오디션에서 합격한 야마카와 노부토가 합류하면서 혼성 3인조가 되었다.
5월 8일에 싱글 《Just place of Love》로 데뷔하였다.
그 후에도 발매된 싱글이 히트를 기록하였지만,
1998년에 네번째 싱글과 정규앨범이 발매될 예정이었으나, 활동중단과 동시에 야마카와 노부오가 탈퇴하였다.
활동중단 기간에도 복귀를 바라는 팬들의 목소리가 끊어지지 않았으며 활동중단된지 6년만인 2004년에는 2인조로 다시 재편성하여 싱글《Destination》의 발매로 복귀하였으며 2개월 후에는 첫앨범인 《grace mode》가 발매되었다.
2010년 1월 보컬인 MINAMI의 사망으로, 2010년 4월 하야마 히로아키는 결성 13년만에 활동종료를 발표하면서 해체되었다.

## 멤버
- MINAMI (1975년 10월 31일 ~ 2010년 1월 7일)
  - 보컬 담당. 일본 나가노 현 출신.
- 하야마 히로아키 (1974년 6월 22일 ~)
  - 작사,작곡,편곡,프로듀스 담당. 일본 쿠마모토 현 출신.
- 야마카와 노부토 (1972년 10월 21일 ~)
  - 기타 담당. 일본 도치기 현 출신. 1998년 탈퇴.

## 디스코그라피
※주의： 발매일은 일본에서의 것이다.

### 싱글
|     | 발매일           | 최고순위 | 판매량    | 제목               | 비고                                                     |
| 1st | 1997년 5월 8일   | 19위     | 113,170장 | Just place of Love | 후지뷰티《타카노 유리 뷰티 클리닉》CM곡                  |
| 2nd | 1997년 10월 22일 | 20위     | 139,080장 | Love me tender     | ANB계열 드라마《환상 미드나잇》테마곡 롯데《ZERO》CM송   |
| 3rd | 1998년 2월 11일  | 28위     | 52,390장  | GLORY DAYS         | 닛산자동차《S-RV》CM곡                                   |
| 4th | 2004년 3월 10일  | 74위     | 52,390장  | Destination        | TV도쿄계 심야드라마《에코에코 아자락 ~눈~》오프닝 테마곡 |

### 앨범
|     | 발매일          | 최고순위 | 판매량  | 제목       | 비고 |
| 1st | 2004년 5월 12일 | 45위     | 5,868장 | grace mode |      |

### 기타
- VELFARRE J-POP NIGHT presents DANCE with YOU (1997년 7월 24일)